# Hans Ferdinand Massmann

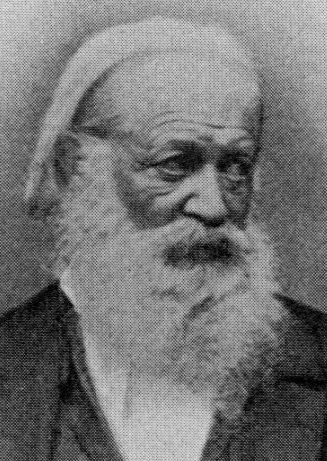
Hans Ferdinand Massmann

Hans Ferdinand Massmann (Berlijn, 15 augustus 1797 - Bad Muskau bij Niesky, 3 augustus 1874) was een Duitse literatuurcriticus en historicus.
Gedurende zijn leven hield hij zich bezig met het verzamelen en kopiëren van middeleeuwse handschriften. Zo gaf hij onder meer Mittelhochdeutsche und mittelniederdeutsche Bruchstücke, Literatur der Totentänze en Gedichte des 12n jh. zu Voran in der Steiermark uit.
Bekend is Massmann vooral als de eerste uitgever van de Skeireins, een gedeeltelijk overgeleverde toelichting op het Johannes-evangelie in het Gotisch. Hij gaf deze fragmenten de naam waaronder ze nu bekend zijn: Skeireins aiwaggeljons þairh ïohannen ("Toelichting op het evangelie van Johannes").
Massmann richtte talloze turnverenigingen op. Hij was een dichter van de strijd tegen Napoleon en schreef een bewonderend gedicht Das Lied vom Vater Jahn.